# CopperheadOS
CopperheadOS là một hệ điều hành mã nguồn mở dành cho điện thoại thông minh và máy tính bảng, dựa trên nền tảng di động Android. Nó được phát triển dưới dạng phần mềm tự do nguồn mở dựa trên các bản phát hành chính thức của Android bới Google, với các tính năng bảo mật được thêm vào. Các thiết bị được hỗ trợ hiện đang chỉ giới hạn trong dòng thiết bị Google Nexus.

## Danh sách các thiết bị hỗ trợ
Sau đây là danh sách các thiết bị được hỗ trợ bởi CopperheadOS:
| Nhà sản xuất | Mẫu      | Tên mã   |
| ------------ | -------- | -------- |
| HTC          | Nexus 9  | Flounder |
| LG           | Nexus 5X | Bullhead |
| Huawei       | Nexus 6P | Angler   |